# Tamara Falcó
Tamara Falcó Preysler, 6e marquise de Griñón, née le 20 novembre 1981 à Madrid, est une aristocrate, créatrice de mode et animatrice de télévision espagnole. Elle est la fille d'Isabel Preysler et Carlos Falcó.

## Biographie
Née à Madrid, elle est la fille de l'aristocrate Carlos Falcó et de la célébrité Isabel Preysler. Elle a étudié dans le Massachusetts, aux États-Unis dès son adolescence, et elle a poursuivi ses études en Communication au Lake Forest College. Après un stage chez Zara, elle a étudié la mode à l'istituto Marangoni de Milan, en Italie. Elle a terminé un master en Visual Merchandising à l'Université de Navarre.
Depuis les années 2010 elle est souvent présente sur le petit écran, ayant même sa propre émission de téléréalité We love Tamara,. En 2019 elle a remporté la quatrième édition de l'émission de talents culinaires MasterChef Celebrity, et quelques mois plus tard elle a présenté l'émission de cuisine Cocina al punto con Peña y Tamara,.
Depuis septembre 2020 elle participe en tant que collaboratrice au talk-show d'actualité El Hormiguero avec Pablo Motos, Juan del Val, Cristina Pardo et Nuria Roca. De plus, en janvier 2021 elle rejoint l'émission télé El Desafío sur Antena 3 également.

## Carrière à la télévision
| An             | Émission                          | Fonction       | Chaîne          |
| -------------- | --------------------------------- | -------------- | --------------- |
| 2013           | We love Tamara                    | Présentatrice  | Cosmopolitan TV |
| 2013, 2020     | La fourmilière                    | Invitée        | Antena 3        |
| 2016           | Soy noticia                       | Invitée        | Cuatro          |
| 2018           | Mi casa es la tuya                | Invitée        | Telecinco       |
| 2019           | MasterChef Celebrity              | Participante   | La 1            |
| 2020           | Cocina al punto con Peña y Tamara | Présentatrice  | La 1            |
| 2020 - Présent | La fourmilière                    | Collaboratrice | Antena 3        |
| 2021 - 2022    | El desafío                        | Membre du jury | Antena 3        |

## Vie privée
Elle est la sœur de Chábeli Iglesias, et des chanteurs Julio Iglesias Jr et Enrique Iglesias, nés d'une précédente union entre sa mère et Julio Iglesias.
Le 12 novembre 2020 elle devient la seule candidate à être marquise de Griñón, par volonté de son père,.  Le 7 décembre, l'ordre d'extension de la lettre royale de succession est publié au BOE.
Depuis novembre 2020, elle est en couple avec Íñigo Onieva. Le 22 septembre 2022, le couple annonce ses fiançailles. Le mariage est célébré le 8 juillet 2023 au palais el Rincón, à Madrid.